# Ksar Asrir (Zagora)
Pour les articles homonymes, voir Asrir (homonymie).
Ksar Asrir (en arabe : قصر أسرير) est un village fortifié dans la province de Zagora, région de Draa-Tafilalet au sud-est du Maroc .